# Антонівка (Обухівський район)
Анто́нівка — село в Україні, у Обухівському районі Київської області. Населення становить 198 осіб.

## Населення

### Мова
Розподіл населення за рідною мовою за даними перепису 2001 року:
| Мова       | Відсоток |
| ---------- | -------- |
| українська | 96,47%   |
| російська  | 3,03%    |
| інші       | 0,50%    |

## Географія
Селом протікає річка Міра.